# Beni Suef (stad)
Beni Suef is een stad in Egypte en is de hoofdplaats van het gouvernement Beni Suef.
Bij de volkstelling van 2006 telde Beni Suef 211.173 inwoners.

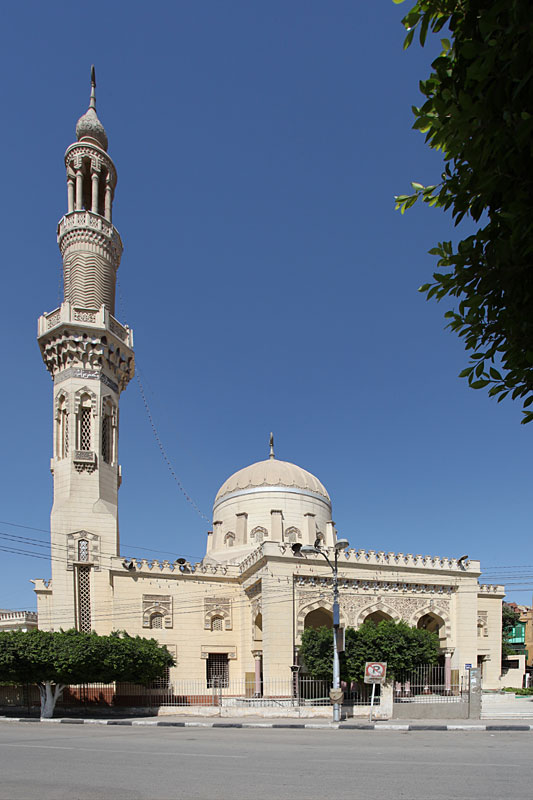
Omar ibn 'Abd el-'Azizmoskee